# México 2000
México 2000 és una pel·lícula de ciència-ficció, crítica i sàtira mexicana filmada en 1983, protagonitzada per Chucho Salinas i Héctor Lechuga, dirigida per Rogelio A. González. És una pel·lícula còmica i de ciència-ficció on es presenta a un Mèxic l'any 2000 sense problemes socials, d'alta cultura, sense contaminació i amb sustentabilitat alimentària. La pel·lícula es compon a través d'una sèrie de sarcàstiques històries on els personatges recorden el que alguna vegada van ser els problemes que afligien al país, com l'educació, família, seguretat, transport i política.

## Sinopsi
La pel·lícula transcorre l'any 2000, després d'apel·lar en una junta de déus que decideixen la destrucció de la Humanitat, Hector Lechuga vestit de déu asteca que Mèxic és un exemple que la raça humana pot canviar i on es pot apreciar l'estil de vida dels habitants de la ciutat de Mèxic, totalment oposat al que es vivia durant la dècada dels vuitanta. La pel·lícula recorre l'estil de vida de l'any 2000 on els personatges van recordant com era Mèxic a penes unes dècades enrere, amb infinitat de problemes socials i polítics. En el primer any del segle XXI tots els habitants tenen treball, no existeixen els rodamons, no existeix la pobresa, es parlen 3 idiomes des de l'escola primària, s'exporten productes agrícoles a tothom, els gringos es passen de mullats, i estrangers venen a estudiar a Mèxic. Així mateix la cultura mexicana s'ha expandit per tot el món perquè és la cultura de la major potència mundial. En fi els mexicans són persones entusiastes, disciplinats, estudiosos, no existeix el racisme, ni la pobresa ni desigualtat social. No existeix la corrupció, ni la contaminació, ni la desocupació.
Al seu torn alguns personatges recorden com va ser que van arribar fins a aquesta utopia en diferents facetes, un exemple, una mare de família recorda el caòtic que era deixar als nens a l'escola mentre que ara fins hi ha files ordenades de vehicles i fins i tot la societat de pares de família es posa d'acord en què hi hagi classes en diumenge, aquest exemple li seguiria un on un inspector de salubritat inspecciona un lloc de 2 ciutadans smericans que van arribar a treballar de "esquena mullada", un altre és quan 2 policies judicials cometen abusos i arbitrarietats pensen que els aniria realment malament. No obstant això recorden que es van salvar en ser degradats a policies de trànsit els quals exhibeixen un comportament exemplar, quan detenen a un ciutadà per una falta menor encara que remarquen la falta com a delicte els policies amablement baixen als nens del vehicle i els regalen dolços, acabada l'amonestació els nens tornen a l'acte i aquí acaba tranquil·lament tot, un altre és el dels astronautes que eren 2 senyors de classe absolutament baixa que van arribar a l'espai amb el seu Coet construït a base del que quedava d'una camioneta impulsada per focs pirotècnics encara que un dels 2 astronautes es perd en l'espai i un dels seus fills els recorda amb una estàtua, un altre més és el xofer de l'autobús que esmenta que en els 80s, era un veritable martiri ser xofer d'un Metrobús o Balena(com se'ls coneixia als camions abans de l'arribada de Ruta 100), mentre que per a aquest llavors ara ser xofera era tot un privilegi ja que estava en control de la municipalitat el transport públic fins i tot amb hostessa inclosa i música clàssica en viu. Després Chucho Salinas personificant a un vell savi enraona amb un nen sobre la vida i li indica els valors que van fer gran al país entre les més important el respecte i l'honestedat. Al final després d'exhibir al Mèxic d'aquest any la màxima deïtat decideix personificat per Chucho Salines no destruir a la Humanitat després de la qual cosa darrere d'unes roques rep un paquet de bitllets per part del déu asteca personificat per Héctor Lechuga.

## Repartiment
- Chucho Salinas
- Héctor Lechuga
- Rojo Grau
- Elizabeth Aguilar
- Miguel Gurza
- Humberto Gurza
- Jacqueline Hivet
- Dora Elsa Olea
- Tina Romero
- Lourdes Salinas
- Arturo Adonay
- Paco Moraita
- Olga Armendariz
- Fernando Yapur Chehuan
- Chava Godinez